# Jordanita
Jordanita is een geslacht van vlinders uit de familie van de bloeddrupjes (Zygaenidae).

## Soorten
- Jordanita algirica (Tarmann, 1985)
- Jordanita anatolica (Naufock, 1929)
- Jordanita benderi (Rothschild, 1917)
- Jordanita budensis (Speyer & Speyer, 1858)
- Jordanita carolae (Dujardin, 1973)
- Jordanita chloronota (Staudinger, 1871)
- Jordanita chloros (Hübner, 1813)
- Jordanita cirtana (Lucas, 1849)
- Jordanita cognata (Herrich-Schäffer, 1852)
- Jordanita fazekasi Efetov, 1998
- Jordanita globulariae (Hübner, 1793)
- Jordanita graeca (Jordan, 1907)
- Jordanita hector (Jordan, 1907)
- Jordanita hispanica (Alberti, 1937)
- Jordanita horni (Alberti, 1937)
- Jordanita kurdica (Tarmann, 1987)
- Jordanita maroccana (Naufock, 1937)
- Jordanita minutissima (Oberthür, 1916)
- Jordanita notata (Zeller, 1847)
- Jordanita paupera (Christoph, 1887)
- Jordanita rungsi (Dujardin, 1973)
- Jordanita subsolana (Staudinger, 1862)
- Jordanita syriaca (Alberti, 1937)
- Jordanita tenuicornis (Zeller, 1847)
- Jordanita vartianae Malicky, 1961
- Jordanita volgensis (Möschler, 1862)